# George Baets
George Baets war ein britischer Hersteller von Automobilen.

## Unternehmensgeschichte
George Baets hatte zwei Adressen in London. Eine war an der Wilton Mews in Belgravia und die andere in Clapham. Er stellte zwischen 1922 und 1924 Automobile her, die er als GB vermarktete. Eine Quelle vermutet, dass nicht mehr als zwei Fahrzeuge entstanden.

## Fahrzeuge
Baets stellte Cyclecars mit drei Rädern her, bei denen sich das einzelne Rad vorne befand. Ein Zweizylindermotor von Coventry-Victor mit 668 cm³ oder 688 cm³ Hubraum und 7 PS Leistung trieb über eine Kardanwelle die Hinterachse an. Angeboten wurden die Modelle De Luxe, Sporting und Camionette. Der Preis betrug einheitlich 157,50 Pfund. Eine andere Quelle nennt 120 Pfund als Preis. Das Fahrzeug wog 250 kg.